# Erysimum melicentae
Erysimum melicentae là một loài thực vật có hoa trong họ Cải. Loài này được Dunn mô tả khoa học đầu tiên năm 1920.